# Karolin Thomas
Karolin Thomas (Lichtenberg, 3 aprile 1985) è un'ex calciatrice tedesca, di ruolo centrocampista.

## Carriera

### Club
Karolin Thomas ha iniziato a giocare a calcio con il SG Prenzlauer Berg nel 1993 per trasferirsi poi nella prima parte della carriera a Empor Hohenschönhausen, Normannia 08 e infine approdando al TeBe Berlino nel 2002 dove rimane per due stagioni.
Nell'estate 2004 coglie l'opportunità di giocare con il Turbine Potsdam con il quale, inserita in rosa con la prima squadra, conquista nelle due stagioni in cui vi rimane, il titolo di Campione di Germania, due Coppe di Germania e una UEFA Women's Cup, con il double coppa-Women's Cup in quella 2004-2005 e  campionato-coppa nella successiva.
Scaduti gli obblighi contrattuali, nel 2006 si trasferisce al 1. FFC Francoforte, società nella quale termina la carriera giocando fino al 2011. Nella stagione iniziale (2006-2007) conquista nuovamente il double campionato-coppa, alternando anche la sua presenza anche con la formazione riserve iscritta al campionato di 2. Frauen-Bundesliga, e il treble in quella successiva con campionato-coppa-Women's Cup. Durante la stagione 2009-2010 subisce un grave infortunio, tale da dichiarare di voler concludere la carriera agonistica, tuttavia decise di tornare in attività durante la seconda parte della stagione 2010-2011, giocando sette incontri in 2. Frauen-Bundesliga con la formazione riserve prima di ritirarsi.

### Nazionale
Thomas venne convocata più volte nelle nazionali giovanili Under-17 e  Under-19, conquistando con quest'ultima il titolo di campione d'Europa di categoria a Finlandia 2004.
L'unica presenza nella nazionale maggiore è durante l'incontro del 13 marzo 2006 vinto per 1-0 sulle avversarie della Norvegia in occasione dell'edizione 2006 dell'Algarve Cup, al termine della quale festeggia con le compagne la conquista del trofeo.

## Palmarès

### Club

#### Trofei nazionali
- Campionato tedesco: 3

Turbine Potsdam: 2005-2006
1. FFC Francoforte: 2006-2007, 2007-2008
- Coppa di Germania: 4

Turbine Potsdam: 2004-2005, 2005-2006
1. FFC Francoforte: 2006-2007, 2007-2008

#### Trofei internazionali
- UEFA Women's Cup: 2

Turbine Potsdam: 2004-2005
1. FFC Francoforte: 2007-2008

### Nazionale
- Algarve Cup: 1

2006
- Campionato europeo femminile Under 19 di calcio: 1

Finlandia 2004